# Bunarman (2003.)
Bunarman, film je redatelja Branka Ištvančića.

## Kratak sadržaj
Protagonist dokumentarnog filma "Bunarman", Antun Gabajček - Nuno, među posljednjim je praktičarima jednog izumirućeg zanata. On po narudžbi kopa bunare, ali ne buši (ne vrta) zemlju strojevima, već koristi oruđe isključivo na mišićni pogon. Takav način obavljanja posla nije nikakav tehnofobični hir, niti tvrdoglavo tradicijsko ustrajavanje, već posve razložna i strojevima, još uvijek, nenadomjestiva tehnologija posla. Bunarman iz ovoga filma, stijenke bunara obzidava ciglama, što omogućuje pouzdaniji i obilniji dotok vode, a prema mnogim svjedočenjima i samu vodu čini kvalitetnijom. Kako bi se sve to postiglo, potrebno je uložiti ogroman fizički napor, ali i imati razrađenu metodologiju, originalnu strategiju i mnoštvo domišljatih, vlastoručno izrađenih pomagala. I upravo to učinilo je Nunu dokumentaristički podatnim likom. Ovaj dokumentarac prikazuje kako i krajnje tegoban način egzistencije može postati prepoznatljiv razlog za neponovljivovo čudesno trajanje svakoga čovjeka.

## Festivali
Film je obišao više od 30 filmskih festivala širom svijeta:
- Dani hrvatskog filma 2003,
- CIRCOM 2003,
- International Grand Prix for Documentaries - URTI 2003,
- Sarajevo Film Festival 2003,
- International Film Festival Kalamata - Greece 2003,
- Festival Internazionale del Cortometraggio Siena - Italy 2003,
- DaKINO International Film Festival - Romania 2003,
- Cortoimolafestival - International Short Film Festival 2003,
- Bilan du Film Ethnographique, Paris, France 2004,
- Zanzibar Internationa Film Festival 2004,
- SILVERDOCS 2004,
- International Short Film Festival Hamburg 2004,
- Parnu Documentary and Anthropology Film Festival 2004,
- Corto per Scelta Italy 2004,
- Liburnia Film Festival 2004,
- Dokufest documentary and short film festival Prizren 2004,
- Festival dokument ART Germany 2004,
- Mediteranski festival dokumentarnog filma Široki Brijeg BiH 2004,
- ZINEBI Bilbao Film Festival 2004,
- Festival dokumentarnog filma PREMIO LIBERO BIZZARRI 2004,
- Međunarodni festival etnološkog filma Beograd 2004,
- Beogradski festival dokumentarnog i kratkometražnog filma 2005,
- ECOCINEMA FESTIVAL ATHENS 2005,
- IMAGINARIA International Short Film Festival, Italy 2005,
- Libertas Dubrovnik Film Festival 2005,
- Agrofilm 2005,
- Margaret Mead Film and Video Festival 2005,
- Tehran Short Film Festival 2005,
- DokMa 2005,
- Worldfilm 2006,
- Mediterranean Environmental Award 2006,
- Matsalu International Nature Film Festival Estonia 2007,
- Delta film festival Italija 2008,
- Spring Water Festival Beč Austrija 2009

## Nagrade
- Nagrada za najbolju režiju Dani hrvatskog filma 2003.
- Oktavijan nagrada Hrvatskog društva filmskih kritičara za najbolji dokumentarni film Dani hrvatskog filma 2003.
- Nagrada za najbolju režiju DaKINO Bukurešt, Rumunjska 2003.
- Specijalna nagrada za najbolji dokumentarni film Siena, Italija 2003.
- Počasna pohvala za "istaknutu režiju i značajan dokumentarni stil" Corto - Imola, Italija 2003.
- Specijalna nagrada žirija, Delta film festival Italija 2009.